# راست‌خط‌کاری

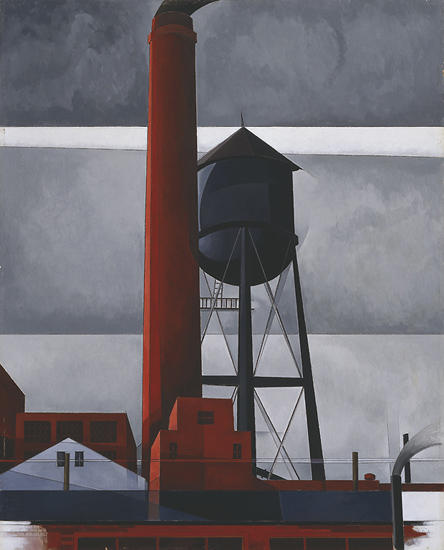
دودکش و دکل آب، اثری از چارلز دموث ۱۹۳۱

راست‌خط‌کاری یا پرسیژنیسم (به انگلیسی: Precisionism) یک جنبش هنری است که بعد از جنگ جهانی اول و قبل از جنگ جهانی دوم در ایالات متحده آمریکا به‌وجود آمد. سادگی اشکال، صراحت هندسی سطوح، راست‌بُری خط و دقت در سامان‌بخشی به عناصر تصویری از ویژگی‌های آثار نقاشان این جنبش بود که از سال ۱۹۱۵ گرد هم آمده بودند. این نقاشان معمولاً مضمون کار خود را صحنه‌هایی صنعتی، شهری و ساختمانی خالی از وجود آدمی انتخاب می‌کردند.
به این جنبش نام‌های دیگری مانند حجمگری واقع‌نما (Cubist-Realists)، نقاشان پاکی‌پرداز (Immaculates) و پاکی‌پردازان (Sterilists) هم داده‌اند.
جنبش راست‌خط‌کاری روی جنبش‌های واقع‌گرایی جادویی و هنر عامه تأثیر داشته‌است.

## نگارخانه

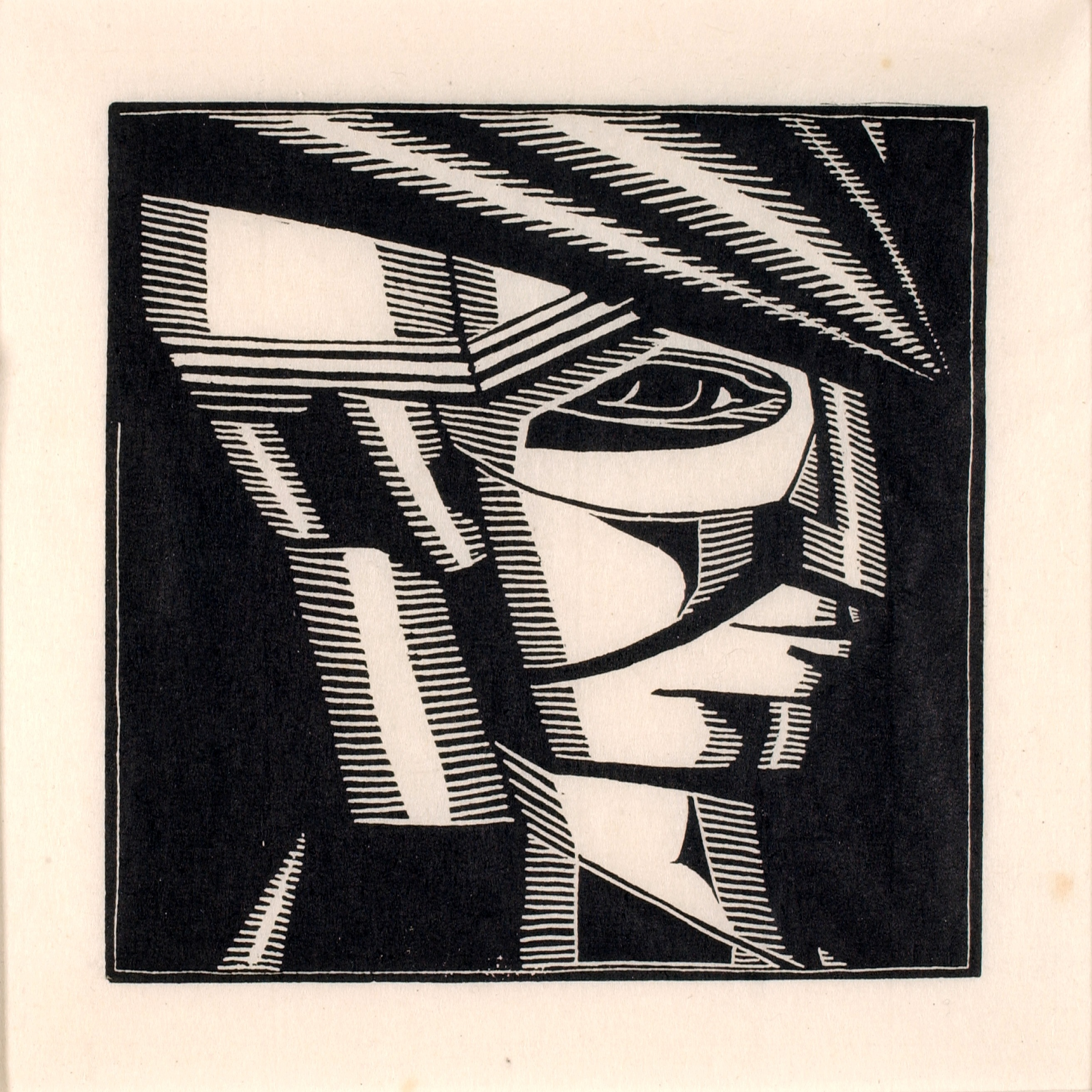
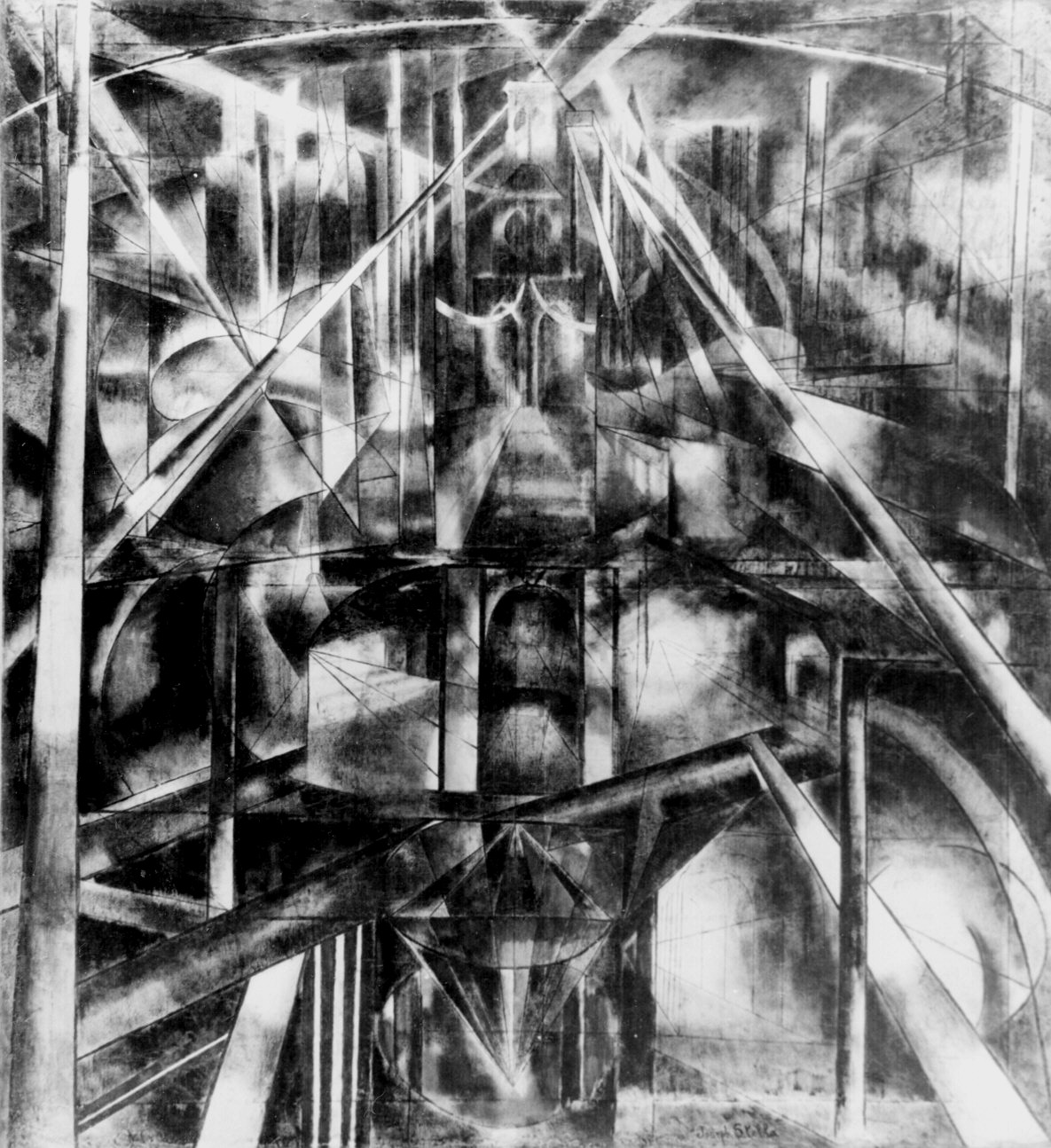
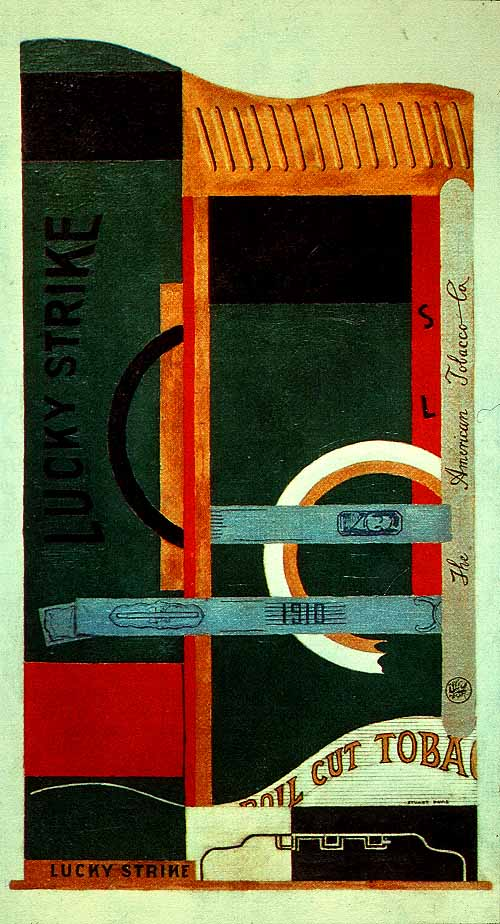
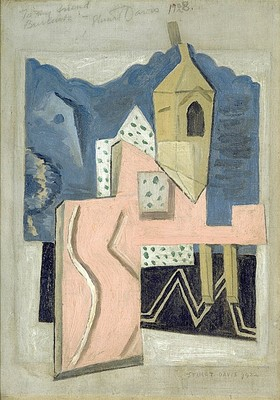
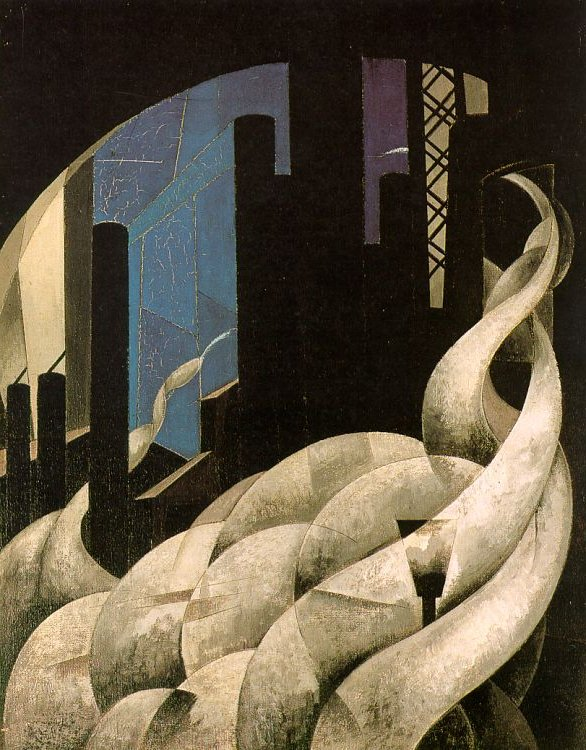